# Profil psychoedukacyjny
Profil psychoedukacyjny, PEP – test oparty na rozwojowej koncepcji oceny służący do diagnozowania charakterystycznych, zindywidualizowanych sposobów uczenia się w rozwoju i terapii dzieci z całościowymi zaburzeniami rozwoju. Z założenia przeznaczony jest dla osób funkcjonujących na poziomie przedszkolnym i niższym – w wieku od 6 miesięcy do 7 lat. Stosowany jest w diagnostyce dzieci do 12 roku życia, jeżeli istnieje podejrzenie, że niektóre funkcje rozwojowe są poniżej poziomu siódmego roku życia. Dla osób powyżej 12 roku przeznaczony jest profil psychoedukacyjny dla młodzieży i dorosłych (AAPEP).
Obecnie stosowana wersja, to PEP-3-PL.

## Geneza
Profil psychoedukacyjny powstał w odpowiedzi na potrzeby powołanego w 1972 roku przez Parlament Stanowy Północnej Karoliny zespołu TEACCH (z ang. Division Treatment and Education of Autistic and Related Communication Handicapped Children) w Akademii Medycznej Uniwersytetu Północnej Karoliny w Chapel Hill pod kierunkiem prof. Schoplera. W owym czasie istniało przekonanie, że nie można testować osób z autyzmem, co powodowało, że niezwykle trudno było planować proces terapii i edukacji dla tej grupy. Potrzebne było narzędzie, które pozwalałoby diagnozować osoby z autyzmem niezależnie od ich specyficznych reakcji i deficytów oraz znalazłoby zastosowanie przy układaniu programu terapeutyczno-edukacyjnego.
Te postulaty spełniał profil psychoedukacyjny.
| zadania nie zależą od poziomu rozwoju mowy                                                          |
| przeprowadzany jest w sposób elastyczny, co pozwala dostosować go do specyficznych zachowań dziecka |
| zadania nie są ograniczone czasowo                                                                  |
| materiały testowe są konkretne i interesujące nawet dla dzieci z poważnymi zaburzeniami             |
| zawiera dużą skalę poziomów rozwoju                                                                 |
| składniki językowe testu są oddzielone od sprawnościowych                                           |

Na podstawie: E. Schopler, R. J. Reichler, A. Bashford, M. D. Lansing, L. M. Marcus: Profil Psychoedukacyjny. Gdańsk: SPOA, 1995, s. 13. ISBN 83-903194-1-1.
Narzędzie było udoskonalane przez 20 lat praktyki klinicznej. Obecnie PEP-R zawiera tylko takie próby i materiały, które podczas tych dwudziestu lat okazały się przydatne i skuteczne.

## Skale
Profil psychoedukacyjny składa się z dwóch skal głównych i szeregu podskal w każdej z nich. Podział taki pozwala z jednej strony wykreślić szczegółowy profil rozwoju dziecka, z drugiej natomiast pozwala zilustrować jak rozległe są zaburzenia w sferach kluczowych dla całościowych zaburzeń rozwoju.

### Skala Rozwoju
Podzielona jest na siedem sfer, kluczowych dla rozwoju dziecka. Dzięki ocenie w poszczególnych sferach badający dostaje możliwość oceny specyficznych właściwości rozwoju danej osoby, takich jak na przykład dysharmonia.
1. Naśladowanie – składa się z 16 zadań obejmujących umiejętności naśladowania dźwięków i ruchu. Jej szczególne znaczenie dla rozwoju wyraża się w ścisłej zależności między naśladownictwem a rozwojem mowy i komunikacji.
2. Percepcja – składa się z 13 zadań służących ocenie percepcji wzrokowej i słuchowej, które stanowią podstawę uczenia się.
3. Motoryka mała – złożona z 16 zdań sprawdzających dojrzałość funkcji dłoni, koniecznych do osiągnięcia samodzielności.
4. Motoryka duża – złożona z 18 zadań obejmujących umiejętności ruchowe.
5. Koordynacja wzrokowo-ruchowa – składa się z 15 zadań, których opanowanie jest niezbędne dla skutecznego nauczania tzw. umiejętności szkolnych.
6. Czynności poznawcze – skala zbudowana z 26 zadań bada funkcje umysłowe dziecka, sprawdza jak radzi sobie z rozwiązywaniem problemów o różnym nasileniu trudności.
7. Komunikacja, mowa czynna – powiązana ze sferą czynności poznawczych, zbudowana z 26 zadań. Sprawdza umiejętności mówienia na różnych poziomach oraz podstawowe umiejętności związane z nauką czytania.

### Skala Zachowań
Ma na celu rozpoznanie nietypowych zachowań, charakterystycznych dla autyzmu dziecięcego. Podzielona jest na cztery części:
1. Nawiązywanie kontaktów i reakcje emocjonalne.
2. Zabawa i zainteresowanie przedmiotami.
3. Reakcje na bodźce.
4. Mowa.

Skala zachowań pełni funkcję pomocniczą przy stawianiu diagnozy autyzmu dziecięcego. Zebrane w podskalach zadania pozwalają różnicować między zachowaniami rozwojowymi a patologicznymi. Mają one na celu uwidocznienie nieprawidłowości w takich obszarach jak kontakt wzrokowy, niewłaściwe wykorzystanie przedmiotów, nietypowe używanie słów, reakcja na wzmocnienia płynące ze środowiska.

## Ocena
Wszystkie zadania są ocenianie w czasie wykonywania testu. System oceniania obejmuje trzy kategorie:
1. Zaliczone – dziecko wykonuje zadanie zgodnie z podaną procedurą samodzielnie.
2. Obiecujące – dziecko wykonuje zadanie zgodnie z podaną procedurą, ale korzysta z przewidzianej w standardach pomocy.
3. Niezaliczone – dziecko nie potrafi wykonać zadania mimo dostarczenia mu przewidzianej w standardach pomocy.

Kryteria oceny oparte są na obserwacji i opinii osób prowadzących badanie w oparciu o dostarczone procedury testowe. Podręcznik do testu jasno przedstawia wskazówki dotyczące oceniania, jednak autorzy podkreślają, że doświadczenie w prowadzeniu testu może mieć wpływ na dokonywaną ocenę.
Po przeprowadzeniu badania, wyniki są nanoszone na wykres profilu, co pozwala w sposób przystępny zobrazować charakter deficytów rozwoju z uwzględnieniem szczególnych jego właściwości, takich jak dysharmonia. Zadania zaliczone jako „obiecujące” dolicza się do podstawowego wyniku, co pozwala przewidywać rozwój dziecka w najbliższym czasie, po wprowadzeniu określonych, zindywidualizowanych działań terapeutycznych.

## Rzetelność i trafność
Rzetelność testu określono poprzez zestawienie ze sobą wyników badań prowadzonych przez pięć osób. Postępowanie to dowiodło 92% zbieżności wyników, ukazując tym samym wysoki stopień podobieństwa obserwacji, a co za tym idzie, wysoki stopień rzetelności narzędzia.
Wyniki uzyskiwane przez badane w procesie walidacji dzieci były w wysokim stopniu współzależne z wynikami uzyskiwanym przez te same dzieci w następujących narzędziach psychometrycznych:
- skala Merril-Palmer
- skala dojrzałości społecznej Dolla
- skala rozwoju niemowląt Bayley
- obrazkowy test słownictwa Peabody'ego

Nie wykazano natomiast dużej zbieżności pomiędzy profilem a następującymi skalami psychometrycznymi:
- skala inteligencji Wechslera
- test Leitera